# Der Herr ohne Wohnung (film 1925)
Der Herr ohne Wohnung è un film muto del 1925 scritto, diretto e prodotto da Heinrich Bolten-Baeckers.

## Produzione
Il film fu prodotto dalla BB-Film-Fabrikation.

## Distribuzione
Distribuito dalla Universum Film (UFA), fu presentato a Berlino l'11 novembre 1925. In Finlandia, il film fu distribuito il 10 maggio 1926.